# Chloridolum orientale
Chloridolum orientale là một loài bọ cánh cứng trong họ Cerambycidae.